# Трагедии Нины
Трагедии Нины (ивр. האסונות של נינה‎) — израильский драматический фильм 2003 года, о любви подростка Надава к его тёте Нине. Он наблюдает за её жизнью: её потерями, новой любовью — на фоне развода собственных родителей и их противоположных жизненных ценностей. Режиссёр фильма Шаби Габизон придал популярному в кино сюжету о любви подростка к взрослой женщине израильский колорит. В главных ролях Айелет Зурер (Нина), Йорам Хаттаб (муж Нины Хаймон и его русский двойник Алекс), Авив Элькабец (Надав). Фильм является рекордсменом по числу завоёванных премий Офир: 11 наград из 13 возможных для одного фильма (исключается премия за карьеру и премия за документальный фильм). На Международном кинофестивале в Иерусалиме в 2003 году фильм также был награждён призом Волджина за лучший сценарий и как лучший фильм.

## Сюжет

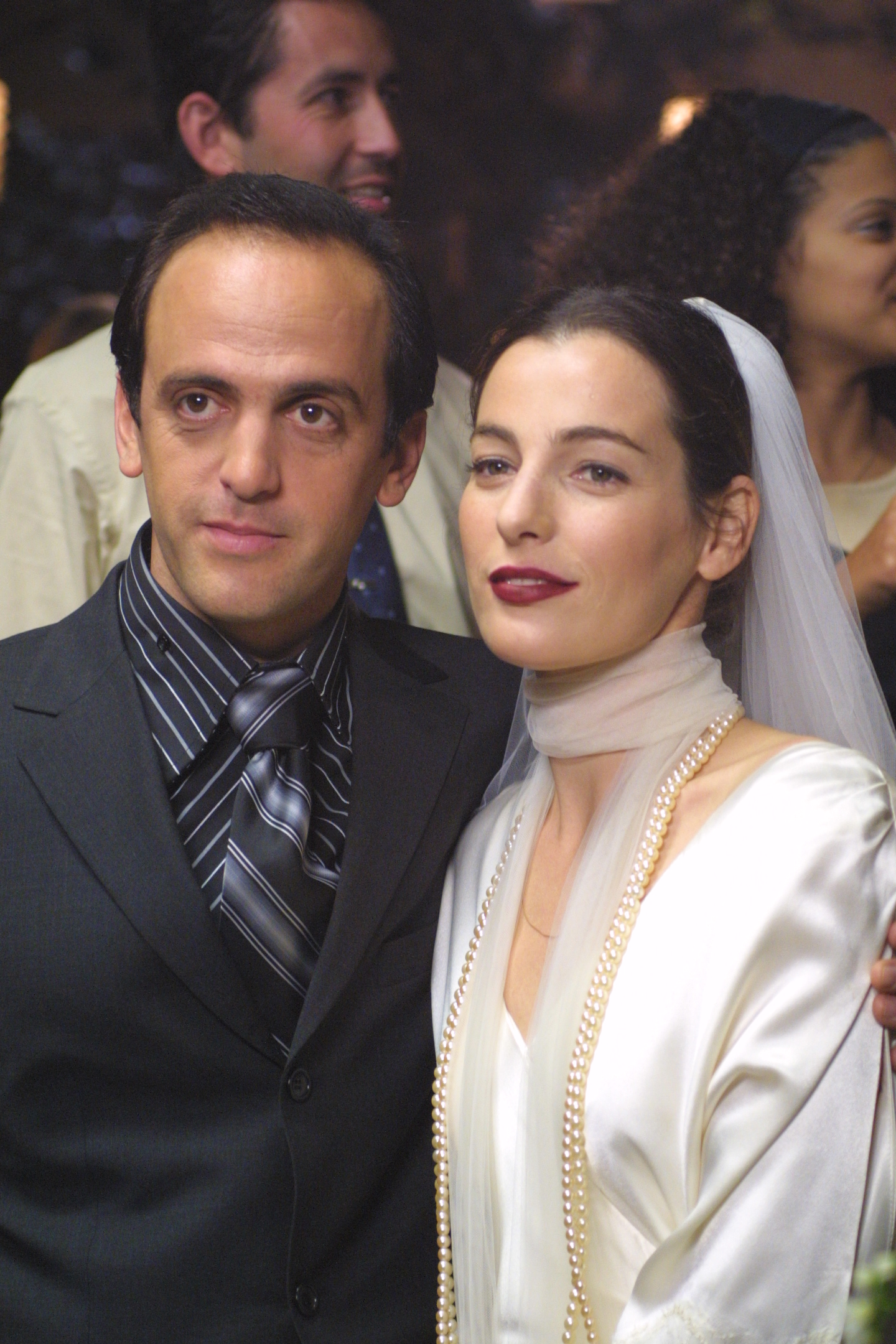
Айелет Зорер и Йорам Хаттаб на съемках фильма «Трагедии Нины»

Надав, подросток лет 12—14 (Авив Элькабец), смотрит в окно на тело своего отца (Шмиль Бен-Ари), лежащее на каталке похоронного бюро, тем временем двое служащих похоронного бюро пытаются починить скрипящую ось заднего колёсика каталки, таким образом скорбный момент с акцентом на будничный аспект вызывает смех. В «Трагедиях Нины» зрители смеются, а на фоне происходят события: умирание и смерть отца Надава от рака, распад семьи и переживание тяжёлой утраты мужа молодой женщиной. Надав безнадёжно влюблен в свою тётю Нину (Айелет Зорер), которая недавно потеряла мужа Хаймона (Йорам Хаттаб). Надав живёт в двух мирах своих разведённых родителей: его мать Алона (Анат Ваксман) — страстная модница, а его отец Амнон (Бен Ари) недавно примкнул к брацлавским хасидам и ушёл из семьи, чтобы передвигаться по Тель-Авиву в фургоне, танцевать и призывать к Богу через громкоговоритель. Надав отказывается общаться с отцом.
Вместе с великовозрастным другом-вуайеристом Надав наблюдает за интимной жизнью соседки, но любовная сцена прерывается отрядом «информаторов» — солдат запаса, сообщающих семьям о том, что их близкие убиты. Но в эту трагическую сцену вносится элемент обыденности, чтобы добавить абсурда. Военные, принёсшие весть о смерти мужа Нины, по ошибке постучались к соседке, занятой сексом. Нина тяжело переживает вдовство, встречает на улице голого, якобы мужа, который на самом деле является двойником-эксгибиционистом Алексом, создающим побочную русскую сюжетную линию с актрисой Евгенией Додиной в роли Галины, чувствует греховность любви к другому мужчине.
Эпизод фильма, где Нина (Айелет Зорер) ударила по тормозам, увидев призрак своего мужа Хаймона (Йорам Хаттаб), погибшего в ходе военной операции, но прогуливающегося обнажённым по улице Тель-Авива, заканчивается тем, что красная машина, которая ехала за ней сзади, врезалась в неё. Когда голый призрак Хаймона исчез за углом, из красной машины вышел обаятельный наглец (Эяль Розалес), все время ведший странный разговор по мобильному телефону о каком-то препарате против перхоти, который нужно втирать в волосы. Ранее он не появлялся в фильме и больше не появится, потому что он был нужен только для создания эффекта отчуждения, гарантирующего предотвращение превращения драмы в мелодраму. После рождения ребёнка и воссоединения с отцом ребёнка Нина прощает себя, Надав же примиряется с заболевшим отцом перед его смертью.

## Актёры
- Авив Элькабец — Надав
- Айелет Зорер — Нина
- Йорам Хаттаб — Хаймон / Алекс
- Алон Абутбуль — Авиноам
- Шмиль Бен Ари — Амнон
- Дов Навон — Менахем
- Анат Ваксман — Алона
- Гили Шушан — Рафи
- Евгения Додина — Галина
- Оснат Фишман — Лихи
- Шмуэль Эдельман — Шломи
- Ашер Царфати — командир в армии

## Отзывы
Фильм получил высокие оценки израильской прессы, назвавшей его урбанистической тель-авивской комедией, в то время, как остальные фильмы снимались в Иерусалиме или Галилее. Свой обзор на режиссёра, создавшего фильм, в котором переплетён абсурдный юмор с мелодраматическими ситуациями, газета Haaretz начала так:
Все фильмы о сумасшедших? Эй, пошли посмотрим, кто этот псих...
Было отмечено, что в фильме банальное ставилось в центре, чтобы в трагическом моменте случилось что-то смешное. Секрет успеха «Трагедий Нины» у израильтян в том, что фильм не акцентируется на трагедиях и конфликтах израильской действительности, от которых израильтяне рады отгородиться, чтобы убежать от реальности. И это причина неудачи фильма за границей, где люди не убегают, а наоборот концентрируются на действительности.